# Hywel ab Ieuaf
Hywel ab Ieuaf, dit « le Mauvais » (gallois: Ddrwg), est roi de Gwynedd de 979 à sa mort, en 985.

## Origine
Il est le fils de Ieuaf ab Idwal, qui a régné conjointement sur le Gwynedd avec son frère Iago ab Idwal jusqu'en 969 avant d'être emprisonné par lui. 

## Prétendant
La présence d'Hywel, mentionné sous le nom de « Huwal » aux côtés de son oncle « Jacob », est relevée par Florence de Worcester en 973, lorsque le roi anglais Edgar réunit à Chester dans une grande cérémonie de couronnement huit rois vassaux de Grande-Bretagne au cours de laquelle, selon  le chroniqueurs, ces derniers  reconnaissent symboliquement sa suprématie en ramant dans la barque dont Edgar tient le gouvernail.      
En 974 Hywel réussit à vaincre provisoirement Iago qui se rétablit sur le trône toutefois en 979, Hywel peut battre Iago, l'emprisonner, et monter sur le trône. Iago disparaît alors de l'Histoire mais il semblerait que Hywel n'ait pas libéré son père qui reste captif jusqu'à sa mort en 988, d'où son surnom de « Mauvais ».

## Règne
On sait très peu de choses de son règne. En 980 il tue son cousin Custennin ap Iago qui pour venger son père ravageait Llŷn et Anglesey avec son allié Godfred Haraldsson. En 983, allié avec les Anglais et attaqua Buellt et Brycheiniog, mais la coalition est arrêtée nette par Einion ap Owain de Deheubarth. Il meurt en 985, trahi par les Anglais, et c'est son frère Cadwallon ab Ieuaf qui lui succède.